# Hans Herbert Hohlfeld
Hans Herbert Hohlfeld  (* 25. April 1903 in Greiz; † 10. März 1956 in Berlin) war ein deutscher Wirtschaftswissenschaftler.

## Leben

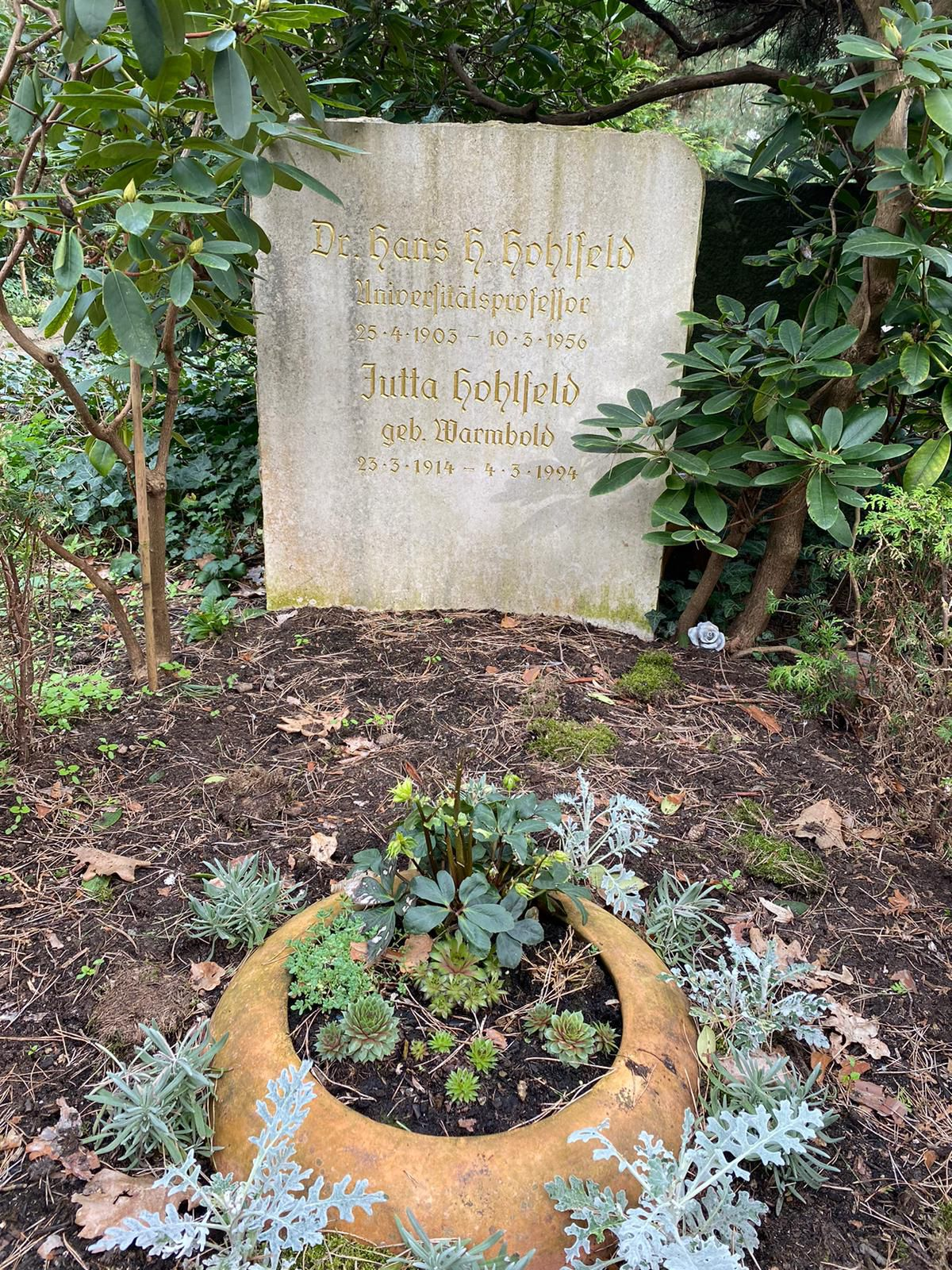
Grabstätte auf dem Waldfriedhof Dahlem

Hohlfeld studierte nach seinem Schulabschluss Philosophie, Germanistik und Wirtschaftswissenschaften in Leipzig, Dresden und Freiburg. Sein Studium schloss er in 1927 in Freiburg mit dem Examen zum Diplom-Volkswirt ab. Parallel zu seinem Studium absolvierte er eine zweijährige Banklehre. 1928 promovierte er bei Karl Diehl mit einer Arbeit über „Die Frage einer europäischen Zollunion“. 1931 habilitierte er sich bei Ernst Walb in Köln, während er eine Assistentenstelle an der Universität Rostock innehatte.
Ab 1935 vertrat er Lehrstühle in Rostock, Köln, wieder Rostock und schließlich Berlin, bevor er einen Ruf an die Universität zu Köln erhielt. Ab 1938 war er Direktor des „Seminar(s) für Bank - und Finanzwirtschaft“.
Hohlfeld, der 1931/32 der nationalliberalen DVP angehört hatte, war von 1933 bis 1936 Mitglied der SA. Am 23. Juni 1939 beantragte er die Aufnahme in die NSDAP und wurde zum 1. Oktober desselben Jahres aufgenommen (Mitgliedsnummer 7.223.281). Im Laufe des Zweiten Weltkriegs wurde Hohlfeld im April 1944 als Panzergrenadier zur Waffen-SS einberufen, war in oder bei Warschau stationiert und wurde am 1. April 1945 zum SS-Sturmmann ernannt.
Nach seiner Entlassung aus der Kriegsgefangenschaft versuchte er zunächst seine alte Stelle an der Universität zu Köln wieder zu erlangen. Dies scheiterte allerdings wegen seiner Nähe zum SD am Widerstand der Fakultät. Daher war er bis 1952 als Betriebsberater tätig, bevor er von 1952 bis zu seinem Tode 1956 wieder eine Professur für Betriebswirtschaftslehre, insbesondere Bankbetriebslehre an der Technischen Universität Berlin einnehmen konnte.
Hans Herbert Hohlfeld starb 1956 im Alter von 52 Jahren in Berlin. Sein Grab befindet sich auf dem Waldfriedhof Dahlem (Feld 009-155).

## Fachliche Schwerpunkte
Seine Bankbetriebslehre war durch die enge Verbindung zwischen betriebswirtschaftlichen und volkswirtschaftlichen Fragestellungen geprägt. Der Schwerpunkt seiner Publikationen lagen im Bereich der Struktur des Geld- und Kapitalmarktes, die staatliche Notenbankpolitik und Kreditpolitik, insbesondere ihre Auswirkungen auf die Geschäftspolitik der Kreditbanken und auf die Entwicklung des Banksystems im In- und Ausland.

## Weblink
- Christoph J. Börner, Claudia Wendels: 100 Jahre Bankbetriebslehre in Köln. In: uni-koeln.de. Archiviert vom Original (nicht mehr online verfügbar) am 10. Juni 2007; abgerufen am 12. Juni 2022.